# Reichskreuz

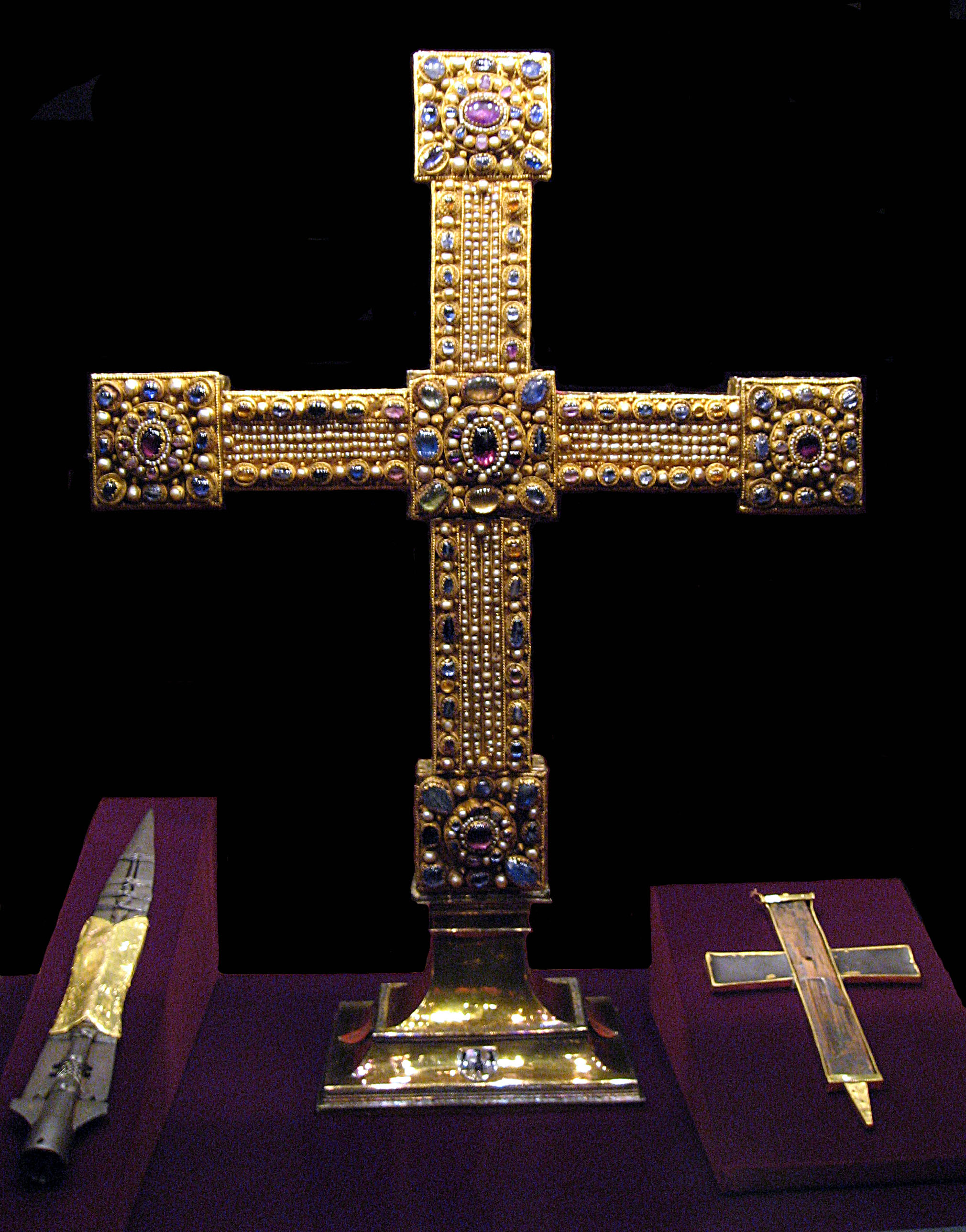
Das Reichskreuz mit der Heiligen Lanze (links) und der Kreuzpartikel (rechts), in der Wiener Schatzkammer

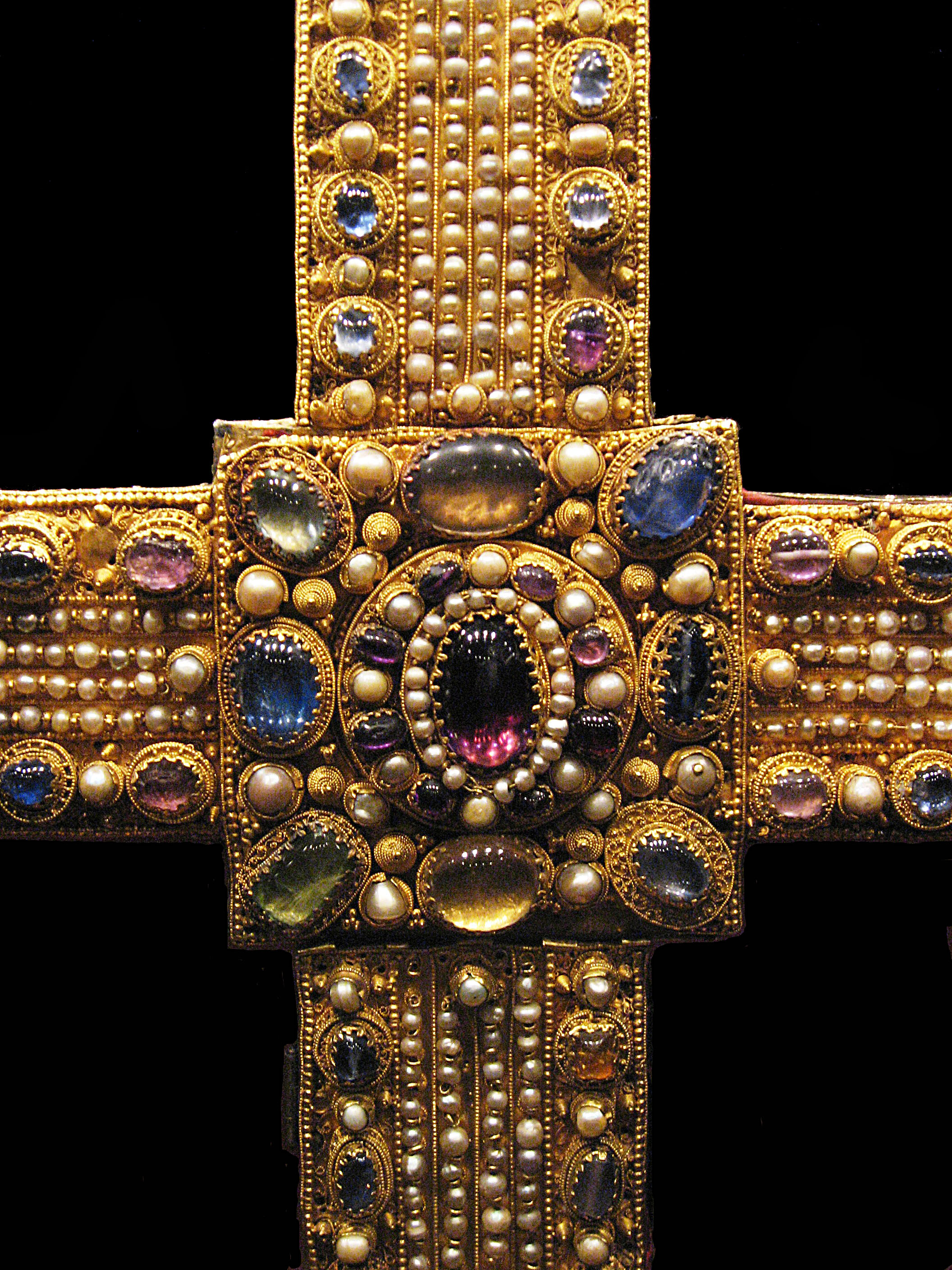
Detailansicht

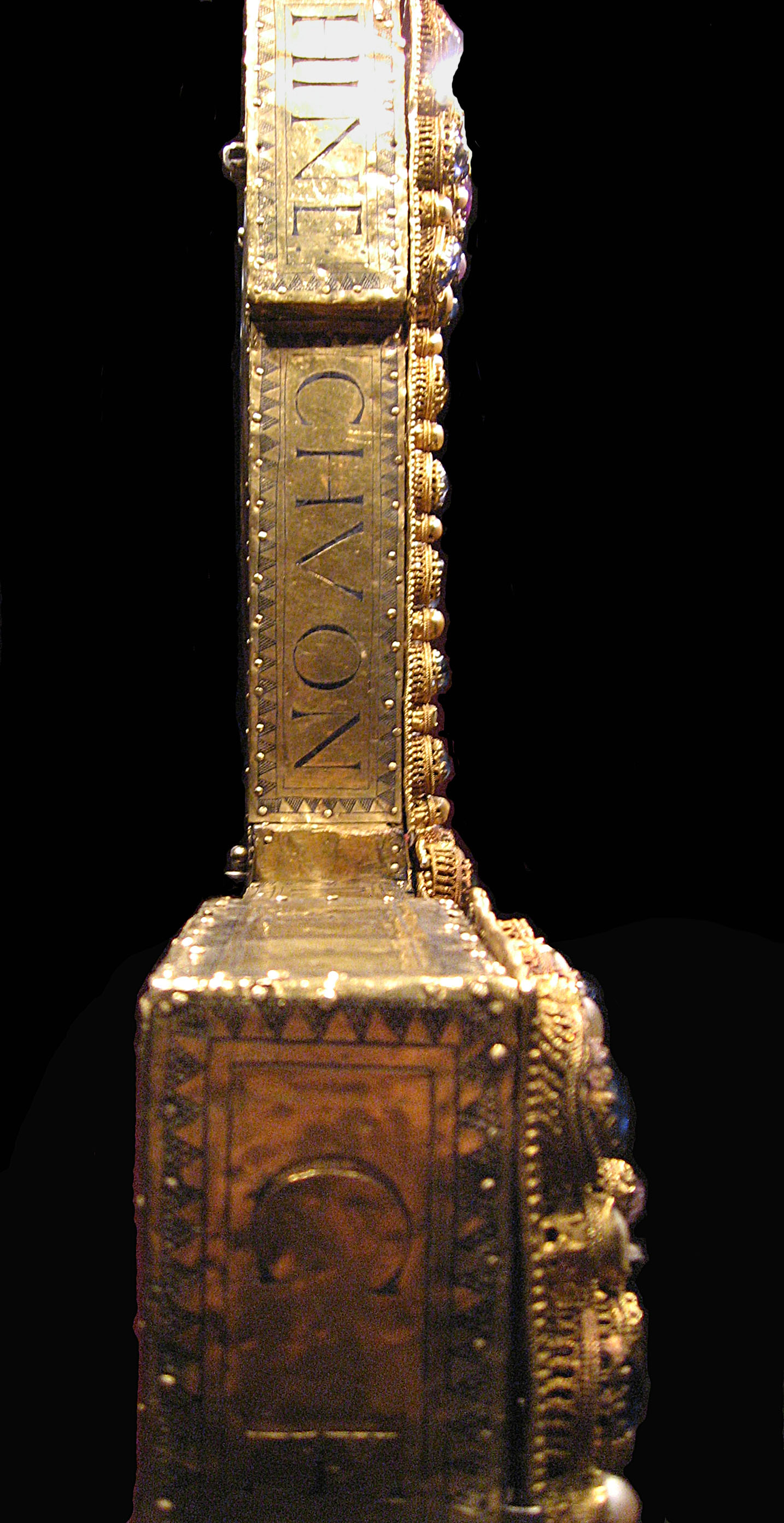
Seitenansicht mit Inschrift

Das Reichskreuz gehört zu den Reichskleinodien des Heiligen Römischen Reiches. Es ist hohl und diente zur Aufbewahrung der beiden Großen Reliquien Christi, der Heiligen Lanze im Querarm und der Kreuzpartikel im unteren Schaft. Es handelt sich um das ursprüngliche Reliquiar der Reichsreliquien. Das Reichskreuz wird in der Wiener Schatzkammer in der Hofburg aufbewahrt.

## Aussehen
Das Kreuz hat einen Eichenholzkern und ist außen mit Goldblech beschlagen sowie innen mit rotem Leder gefüttert. Es misst 77 mal 70 cm, die Balken sind 9 cm und die Balkenenden 12 cm breit. Zusammen mit dem Sockelfuß hat das Reichskreuz eine Gesamthöhe von 92,5 cm.
Die Vorderseite des Kreuzes ist mit Perlen und Edelsteinen in Hochfassungen (→ A-jour-Fassung) geschmückt (Crux gemmata). Die Rückseite zeigt in Niellotechnik ausgeführt das Lamm Gottes, das von den zwölf Aposteln umgeben ist, sowie die vier Evangelistensymbole auf den quadratischen Balkenschlüssen.
Auf Grund der Herstellung als Reliquiar lassen sich mehrere Teile der Vorderseite abheben. In die erscheinenden Öffnungen lassen sich Reliquien legen. Die Öffnungen sind mit dunkelrotem Stoff ausgelegt und sind passgenau für die Heilige Lanze bzw. die Kreuzpartikel ausgeführt. Daraus resultieren letztendlich die Ausmaße des Gesamtkreuzes. Ob weitere kleinere quadratische Öffnungen für Urkunden oder weitere kleinere Reliquien bestimmt waren, lässt sich nicht mehr sagen.
Auf den Seitenwänden ist die umlaufende lateinische Inschrift angebracht:
ECCE : CRVCEM : DOMINI : FVGIAT : PARS : HOSTIS : INIQVI : † HINC : CHVONRADI : TIBI : CEDANT : OMNES : INIMICI :
(„Vor diesem Kreuz des Herren möge der Anhang des Feindes fliehen. Daher sollen vor dir, Konrad, alle Gegner weichen.“)
Der Hinweis auf Chuonrad wird mit Kaiser Konrad II. in Verbindung gebracht, zu dessen Zeit das Kreuz wohl angefertigt wurde. Ob dieser jedoch auch der ursprüngliche Auftraggeber war, ist nicht bekannt. Die Deutung des Kreuzes nicht als Marterwerkzeug, sondern als Siegeszeichen ist charakteristisch für das Hochmittelalter und tritt einem auch in der romanischen Kunst häufig entgegen. Es ist daher auch ein Symbol für den kaiserlichen Anspruch auf die Weltherrschaft.
Der Kreuzfuß ist eine spätere Hinzufügung und besteht aus vergoldetem Silber auf einem Holzkern und ist mit vier emaillierten Wappenschildchen geschmückt. Die Schildchen auf Vorder- und Rückseite zeigen den einköpfigen, rechtsgewendeten Reichsadler, wohingegen die auf den Seiten den silbernen böhmischen Löwen auf rotem Grund darstellen. Der Fuß ist 17,3 cm hoch und hat eine Grundfläche von 29,2 cm × 22 cm. Seine Inschrift lautet: „ANNO MILLENO TERCIO QVINQVAGENO SECVNDO KAROLVS AVGVSTVS ROMANVS REXQVE BOHEMVS HOC LIGNVM DOMINI TALI PEDE SIC DECORAVIT“ („Im Jahr 1325 hat Karl, der römische Kaiser und König von Böhmen, das Holz des Herrn mit diesem Sockelfuß geschmückt.“)

## Geschichte
Die Entstehung wird im Allgemeinen 1024/25 oder 1030 unter anderem in Lothringen vermutet. Eine etwas frühere Herstellung als Auftragswerk des Vorgängers Konrads, Heinrich II., findet sich aber auch in der Literatur.
Der Kreuzfuß ist aus vergoldetem Silber und wurde anstelle eines älteren um 1350 auf Anweisung des späteren Kaisers Karl IV. in Prag angefertigt. Ebenso ließ er für die beiden bisher im Reichskreuz verwahrten Reliquien neue Reliquiare herstellen.